# Dicranomyia profunda
Dicranomyia profunda là một loài ruồi trong họ Limoniidae. Chúng phân bố ở miền Tân bắc.